# Wilhelm Seissenschmidt
Wilhelm Seissenschmidt (* 24. Mai 1802 in Belecke; † 5. Juni 1871 in Arnsberg) war Bürgermeister in Arnsberg, Mitglied im preußischen Abgeordnetenhaus und Autor historischer Beiträge. 

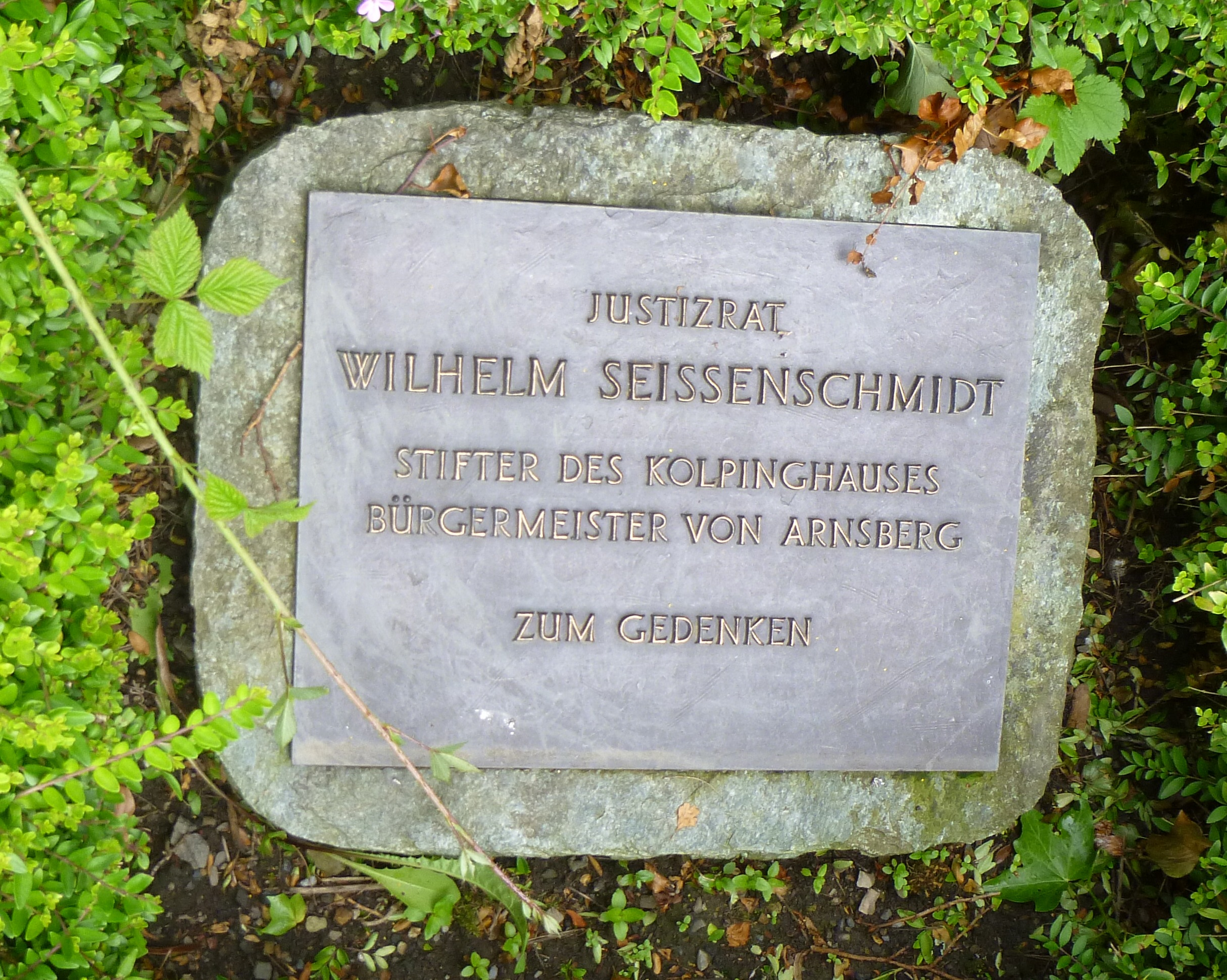
Grab von Wilhelm Seissenschmidt auf dem Eichholzfriedhof

## Leben
Er war Sohn des Mediziners Theodor Anton Seissenschmidt. Er besuchte die Elementarschule in Belecke und die Lateinschule in Rüthen, ehe er auf das Gymnasium Laurentianum in Arnsberg wechselte. Danach studierte er in Bonn. Er absolvierte seine Zeit beim Militär als Einjährig-Freiwilliger 1822 in Münster. Sein juristisches Studium schloss er 1823 in Heidelberg ab. Ab 1824 war er Auskulator am Arnsberger Hofgericht und ab 1826 dort Referendar. 
Er heiratete 1829 Antonette Franziska Brisken aus der gleichnamigen Apothekerfamilie. Die Ehe blieb kinderlos. Seine Frau war Vorsitzende eines konfessionsübergreifenden Frauenvereins und war maßgeblich an der Gründung eines Krankenhauses (später Marienhospital) in Arnsberg beteiligt.
Von 1830 bis 1833 war er Hilfsrichter in Menden. Ab 1835 war er Assessor am Hofgericht in Arnsberg. 
Im Jahr 1836 kandidierte er für das Amt des Bürgermeisters und wurde gegen den bisherigen Amtsinhaber Devivere auch für zwölf Jahre gewählt. Der Beginn seiner Amtszeit fällt mit der Einführung der revidierten Städteordnung zusammen. Als sehr schwierig erwies sich die Zusammenarbeit mit dem Landratsamt und der Regierung. Immer wieder kam es zu Einsprüchen, Eingriffen in das kommunale Verwaltungshandeln und sogar zu Strafandrohungen von Seiten der übergeordneten Behörden. Neben Kleinigkeiten wie die Frage nach der Aufstellung von Straßenlampen und ihrer Wartung gab es durchaus politische Streitpunkte. In der Zeit des Vormärz verlangten die übergeordneten Behörden aus Sorge vor einer politischen Opposition das Verbot von Veranstaltungen. Kirchliche Erlasse von der Kanzel wurden vor der Verlesung geprüft und das Kölner Ereignis von 1837 wurde auch von dem streng katholischen Seissenschmidt aufmerksam verfolgt. Was letztlich 1842 dazu führte, sein Amt aufzugeben ist nicht näher bekannt. Stattdessen wurde er Stadtverordneter und war zwischen 1847 und 1866 Stadtverordnetenvorsteher. 
Er war zeitweilig auch Mitglied im preußischen Abgeordnetenhaus und gehörte der katholischen Fraktion an. Franz Ignatz Pieler trug 1856 vor der Abreise von Seissenschmidt nach Berlin im historischen Verein zu Arnsberg ein Gedicht vor. Darin hieß es: 
"(...) Wenn sie klar dir beweisen 

Nicht sei höher zu preisen

Als ein Land von Heloten,

Wo manch Junker-Geboten

Für die Herrn man hübsch zahle -;

Wenn es so in dem Saale

Durcheinander erschallt und kein Widerspruch

Solche Sündflut mag brechen:

Dann laß du sie schrei'n

Bleib nur bei dem Nein (...)

Denn wie sie's auch treiben, Recht muss Recht bleiben."
Hauptberuflich war er Rechtsanwalt und Notar. Er betrieb eine gut florierende Anwaltskanzlei direkt gegenüber dem Landgericht. Ihm wurde 1849 der Titel eines Justizrates und der Rote Adlerorden IV. Klasse verliehen. Seissenschmidt war Mitglied und zeitweise Vorsitzender des Ehrenrates der Rechtsanwälte. 
Er war Mitglied in der Arnsberger Casinogesellschaft und war 1838 an der Begründung des Historischen Vereins zu Arnsberg beteiligt. Er hat unter anderem in den Blättern zur näheren Kunde Westfalens eine Reihe historischer Aufsätze veröffentlicht. Insbesondere die Marken in Westfalen hat er erforscht. Karl Feaux de Lacroix hat Teile von Seissenschmidts Beiträgen weitgehend unverändert in seine Geschichte Arnsbergs übernommen. 
Als sich in Arnsberg ein katholischer Gesellenverein bildete, bot Seissenschmidt diesem 1864 das ihn seinem Besitz befindliche Haus am Hanstein an, dass noch heute im Besitz des Kolpingvereins ist. 
Seissenschmidt ist auf dem Eichholzfriedhof begraben.